# Cymbopetalum steyermarkii
Cymbopetalum steyermarki  es una especie de planta fanerógama perteneciente a la familia Annonaceae.

## Descripción
Es un árbol endémico de Guatemala y fue únicamente registrado en la Sierra de los Cuchumatanes en el departamento de Huehuetenango a una altitud de 200 a 800 m s. n. m. Puede alcanzar una altura de 23 m.

## Taxonomía
Cymbopetalum steyermarkii fue descrita por  Nancy A. Murray y publicado en Systematic Botany Monographs 40: 35, f. 13. 1993.